# Carles Puyol i Saforcada
Carles Puyol i Saforcada (La Pobla de Segur, Pallars Jussà, 13 d'abril del 1978) és un exfutbolista professional català que jugava com a defensa central al primer equip del FC Barcelona, esdevenint un dels grans referents de la història del Barça, club amb el qual va debutar l'any 1999 i va dur els colors blaugranes fins al 2014, quan es va retirar. Amb 15 temporades al primer equip, va aconseguir 21 títols, i va disputar 593 partits com a culer. Va jutar tant a la selecció catalana com a la selecció espanyola.
Fou el capità de l'equip blaugrana des de la temporada 2003/2004, quan agafà el relleu de Luis Enrique i segon capità de la selecció espanyola, amb la qual va arribar a disputar 100 partits, i es proclamà campió d'Europa el 2008 i campió del món el 2010. Va formar part de l'Àrea de Direcció Esportiva de futbol del Barça fins al 5 de gener del 2015.

## Biografia

### Joventut
Nascut a La Pobla de Segur (Pallars Jussà), Puyol va començar a jugar al futbol a l'equip del seu poble, a la posició de porter. Tot i així, després de patir problemes mèdics amb les seves espatlles, va començar a jugar com a davanter. Ell mateix ha dit que, durant la seva joventut, els seus pares eren molt escèptics amb la seva intenció de convertir-se en futbolista i que l'encoratjaven a estudiar.
El 1995, Carles Puyol va fitxar pel FC Barcelona, motiu pel qual va passar a viure a La Masia i a jugar a les categories inferiors de l'equip culer. Allà amb el pas dels anys va tornar a canviar de posició al terreny de joc, passant a desenvolupar-se com a centrecampista defensiu; dos anys després d'aquest canvi va començar a jugar amb el FC Barcelona B, on de nou canviaria de posició ocupant la posició de lateral dret.
El 1998 el Barça va acceptar una oferta del Màlaga CF per cedir a Puyol, que estava per darrere de Frank de Boer i Michael Reiziger en la jerarquia de l'equip. No obstant, Puyol va rebutjar marxar després de veure com el seu millor amic, Xavi Hernández, debutava amb el primer equip.

### Primer equip

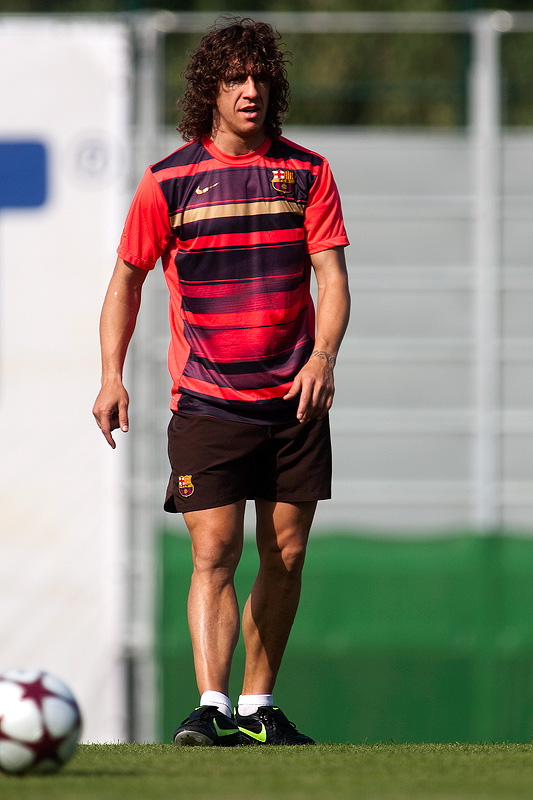
Puyol entrenant amb el Barça el 2009.

Louis van Gaal va pujar al primer equip a Puyol la temporada següent, debutant el 2 d'octubre de 1999 en un partit de lliga contra el Reial Valladolid que el Barça va guanyar 0-2. Després d'això va tornar a canviar de posició, passant a ocupar la demarcació de defensa central. Durant l'estiu de 2003, a causa d'una greu crisi financera, el Manchester United FC va intentar fitxar Carles Puyol, però no es va acabar de concretar el traspàs; dos anys més tard, el jugador allargaria el seu contracte per cinc temporades més.
Puyol va passar a ser el capità de l'equip a partir de la temporada 2003-04, després que l'anterior capità, Luis Enrique, es retirés. Va seguir mantenint un rol defensiu reeixidament al Barça, aconseguint rebre el premi al millor lateral europeu per la UEFA l'any 2002 (a més a més d'altres reconeixaments individuals), i va ajudar l'equip català a guanyar dos campionats de lliga. La temporada 2005–06 va disputar un total de 52 partits oficials, inclosos 12 de la Champions League 2005-06, que va posar fi a la conquesta del títol contra l'Arsenal FC, el que era el segon trofeu de la història pel Barça.
El 16 de setembre de 2008 Puyol va disputar el seu partut número 400 en totes les competicions amb el primer equip del Barça en un partit de la Lliga de Campions contra l'Sporting Clube de Portugal. Aquell any Puyol va tenir els primers problemes físics, però tot i així va poder disputar 28 partits de lliga, ajudant a l'equip a aconseguir un nou títol en la competició domèstica, i marcant el seu únic gol de la temporada en El Clàssic contra el Reial Madrid, el 2 de maig de 2009, que el Barça va guanyar per 2-6; entre 2008 i 2010, Puyol va aconseguir dos títols de lliga, una Lliga de Campions i un Mundial de Clubs, disputant prop de 100 partits oficials, i descrivint al club com "l'equip al qual tots els nens catalans voldrien jugar... Estic vivint el somni de jugar al Barça i és el meu somni retirar-me aquí."
El 13 de novembre de 2010 Puyol va disputar el seu partit oficial 500 amb el Barça durant un partit de la Lliga 2010-11 contra el Vila-real CF. Puyol es va tornar a lesionar aquella temporada, però va poder jugar 28 partits oficials amb el Barça, aconseguint de nou guanyar la Lliga i la Champions League. Va jugar sis minuts en la final de la Lliga de Campions en la victòria del Barça per 3-1 contra el Manchester United.
Des de la derrota contra l'Inter de Milà en la semifinal de la Lliga de Campions 2009-10, Puyol va aconseguir una ratxa de 56 partits oficials amb el Barça sense perdre, èxit que es va allargar fins a l'11 de gener de 2012, quan el Barça va perdre amb l'Osasuna per 3-2. A més a més, va marcar dos gols durant la Copa del Rei 2011-12, un contra el Madrid i l'altre contra el València CF.
El 2 d'octubre de 2012, en els últims minuts d'un partit de Champions 2012-13 contra el Benfica, el seu primer partit després de recuperar-se d'una greu lesió, Puyol es va dislocar el colze al refusar un corner; en un principi es va parlar de dos mesos fora dels terrenys de joc, però Puyol es va recuperar en un mes. El 18 de desembre el Barça va renovar-li el contracte, estenent-lo fins al 30 de juny de 2016; el juny de l'any següent es va veure obligat a realitzar-se una operació al genoll dret, la qual era la sisena operació que es feia com a professional, que el va estar a punt d'obligar a retirar-se.
El 2 de març de 2014 Puyol va superar a Migueli com al segon jugador del Barça amb més partits de lliga disputats, només per darrere de Xavi Hernández, i va marcar el tercer gol en la victòria del Barça per 4-1 davant de la UD Almería. Dos dies després, i tot i que encara li quedaven dos anys de contracte, Puyol va anunciar que deixaria la disciplina del Barcelona a l'acabar la temporada 2013-14. Va anunciar que després de les seves dues darreres operacions, li costava molts esforços recuperar el nivell requerit al Barça, molt més del que ell mateix considerava necessari. Aquest va ser, exposava, el principal motiu de la seva decisió. Així doncs, el jugador rescindí el contracte que l'unia al club dos anys més. El capità blaugrana deixà el club als 36 anys després de disputar 392 partits oficials de Lliga i sumar 21 títols, entre ells 6 Lligues i 3 Champions.

## Internacional

### Selecció catalana
El 3 de gener de 2013 va disputar amb la selecció catalana el Trofeu Catalunya Internacional 2012,  contra la selecció de Nigèria, un partit disputat a l'Estadi de Cornellà-El Prat, que va acabar en empat a 1.

### Selecció espanyola

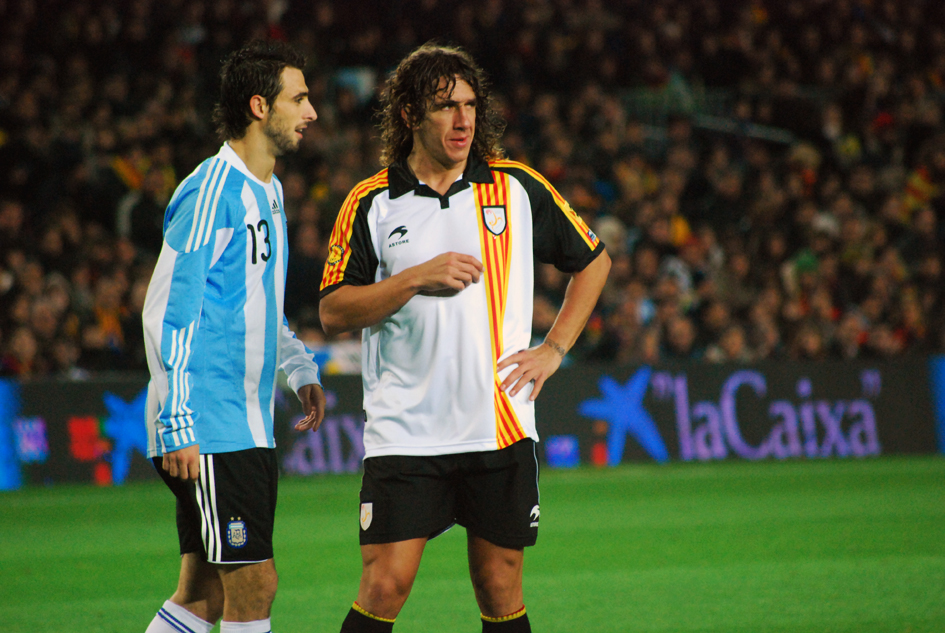
Puyol, vestint la samarreta de la selecció catalana.

El primer partit de Carles Puyol amb la selecció espanyola va ser el 15 de novembre del 2000, contra Holanda. Arribarà a disputar 100 partits fins al 6 de febrer de 2013. Es proclama campió de l'Eurocopa 2008 i del Mundial 2010, sent titular en les dues finals. Prèviament, va guanyar la medalla de plata amb la selecció olímpica espanyola en el Jocs Olímpics de Sydney 2000.
El dia 7 de juliol del 2010 marcà un gol decisiu que classificà a la selecció espanyola per a la final d'un mundial per primer cop en la seva història.

## Característiques tècniques
En Puyol ha jugat a totes les posicions de la defensa, però des de 2001-2002 juga de forma regular a la posició de defensa central. És el clàssic "tronc" de les defenses, alt, fort, agressiu sobre el rival, i gairebé insuperable en l'u contra u. Jugant en equips plens d'estrelles, sovint el seu joc passa desapercebut, però quan no hi és sempre es troba a faltar. És un dels pocs defensors purs que queden en circulació avui en el futbol modern. És ràpid i de reaccions increïbles, i un gran especialista de l'anticipació.
Finalment, cal dir que està dotat d'una gran personalitat i dedicació, cosa que l'ha convertit en tot un símbol del Barça i de Catalunya.

## Trajectòria
- 1996-1997 FC Barcelona C
- 1997-1999 FC Barcelona B
- 1999-2014 FC Barcelona

## Estadístiques
Dades actualitzades a final de carrera esportiva.
| Club                         | Temporada     | Lliga   | Lliga | Copa    | Copa | Europa  | Europa | Altres  | Altres | Total   | Total |  |
| Club                         | Temporada     | Partits | Gols  | Partits | Gols | Partits | Gols   | Partits | Gols   | Partits | Gols  |  |
| ---------------------------- | ------------- | ------- | ----- | ------- | ---- | ------- | ------ | ------- | ------ | ------- | ----- |  |
| F.C. Barcelona "B" Catalunya | 1996-97       | 1       | 1     | –       | –    | –       | –      | –       | –      | 1       | 1     |  |
| F.C. Barcelona "B" Catalunya | 1997-98       | 36      | 1     | –       | –    | –       | –      | –       | –      | 36      | 1     |  |
| F.C. Barcelona "B" Catalunya | 1998-99       | 38      | 2     | –       | –    | –       | –      | –       | –      | 38      | 2     |  |
| F.C. Barcelona "B" Catalunya | 1999-00       | 8       | –     | –       | –    | –       | –      | –       | –      | 8       | 0     |  |
| Total club                   | Total club    | 83      | 4     | 0       | 0    | 0       | 0      | 0       | 0      | 83      | 4     |  |
| FC Barcelona Catalunya       | 1999-00       | 24      | –     | 5       | –    | 8       | –      | –       | –      | 37      | 0     |  |
| FC Barcelona Catalunya       | 2000-01       | 17      | –     | 2       | –    | 5       | –      | –       | –      | 24      | 0     |  |
| FC Barcelona Catalunya       | 2001-02       | 35      | 2     | 1       | –    | 15      | –      | –       | –      | 51      | 2     |  |
| FC Barcelona Catalunya       | 2002–03       | 32      | –     | –       | –    | 14      | –      | –       | –      | 46      | 0     |  |
| FC Barcelona Catalunya       | 2003–04       | 27      | –     | 4       | –    | 7       | –      | –       | –      | 38      | 0     |  |
| FC Barcelona Catalunya       | 2004–05       | 36      | –     | 1       | –    | 8       | –      | –       | –      | 45      | 0     |  |
| FC Barcelona Catalunya       | 2005–06       | 35      | 1     | 3       | –    | 12      | –      | 2       | –      | 52      | 1     |  |
| FC Barcelona Catalunya       | 2006–07       | 35      | 1     | 7       | –    | 8       | 1      | 5       | –      | 55      | 2     |  |
| FC Barcelona Catalunya       | 2007–08       | 30      | –     | 7       | –    | 10      | 1      | –       | –      | 47      | 1     |  |
| FC Barcelona Catalunya       | 2008–09       | 28      | 1     | 6       | –    | 11      | –      | –       | –      | 45      | 1     |  |
| FC Barcelona Catalunya       | 2009–10       | 32      | 1     | 2       | –    | 9       | –      | 5       | –      | 48      | 1     |  |
| FC Barcelona Catalunya       | 2010–11       | 17      | 1     | 2       | –    | 8       | –      | –       | –      | 27      | 1     |  |
| FC Barcelona Catalunya       | 2011–12       | 26      | 3     | 7       | 2    | 9       | –      | 2       | –      | 44      | 5     |  |
| FC Barcelona Catalunya       | 2012–13       | 13      | 1     | 5       | 1    | 4       | –      | –       | –      | 22      | 2     |  |
| FC Barcelona Catalunya       | 2013–14       | 5       | 1     | 6       | 1    | 1       | –      | –       | –      | 12      | 2     |  |
| Total club                   | Total club    | 392     | 12    | 58      | 4    | 129     | 2      | 14      | 0      | 593     | 18    |  |
| Total carrera                | Total carrera | 475     | 16    | 58      | 4    | 129     | 2      | 14      | 0      | 676     | 22    |  |
|                              |               |         |       |         |      |         |        |         |        |         |       |  |

## Palmarès

### FC Barcelona
- 2 Campionats del Món de Clubs (2009 i 2011)[28]
- 2 Supercopes d'Europa (2009 i 2011)
- 3 Lligues de Campions (2005-06, 2008-09 i 2010-11)
- 6 Lligues espanyoles (2004-05, 2005-06, 2008-09, 2009-10, 2010-11 i 2012-13)
- 2 Copes del Rei (2008-09 i 2011-12)
- 6 Supercopes d'Espanya (2005, 2006, 2009, 2010, 2011 i 2013)[29]
- 4 Copes Catalunya (2003-04, 2004-05, 2006-07 i 2012-13)

### Selecció espanyola

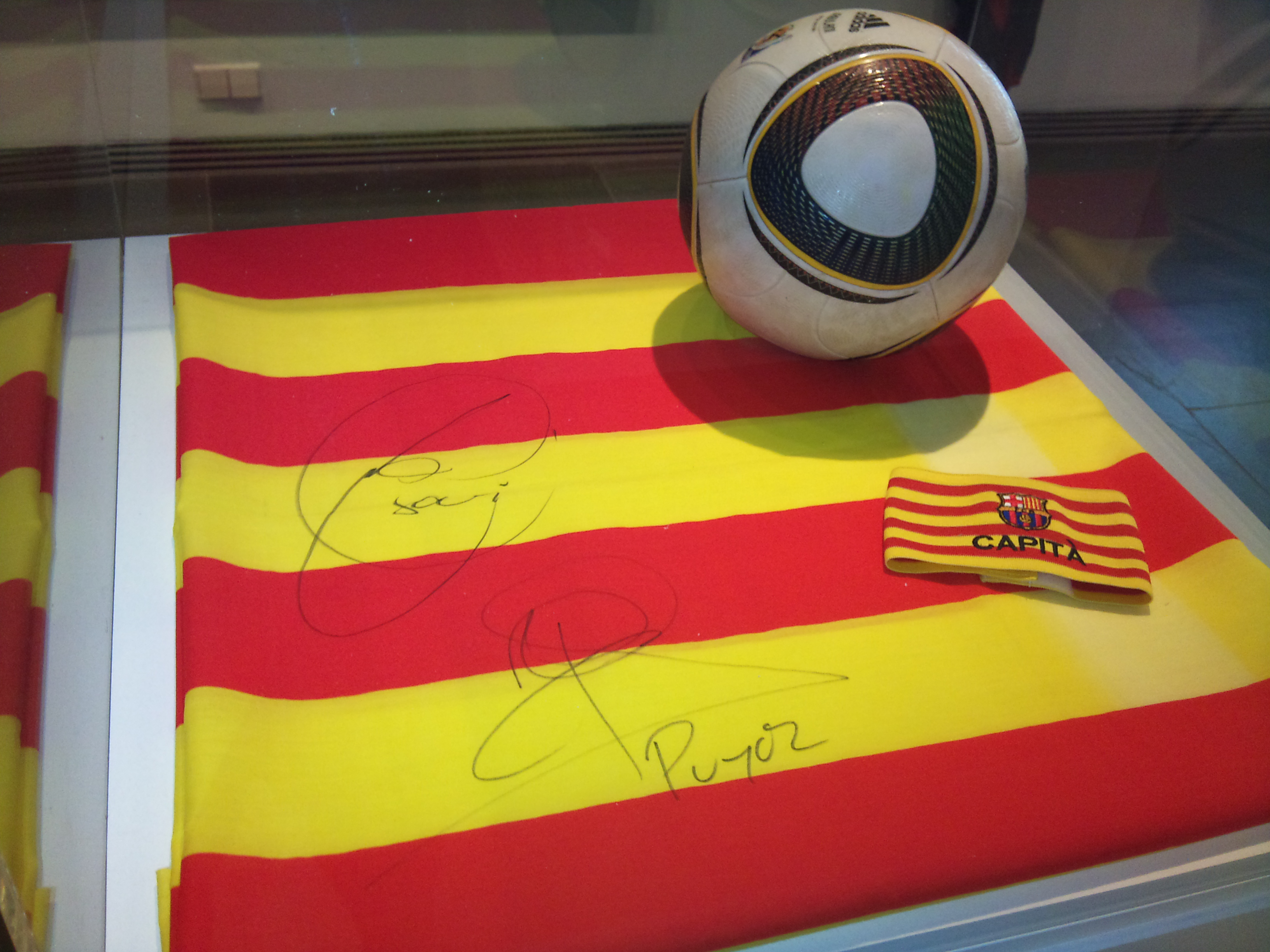
Senyera exhibida pels futbolistes Xavier Hernández i Carles Puyol amb motiu de la victòria de la Selecció de futbol de l'Estat Espanyol a la final de la Copa del Món de 2010. Inclou baló "Jabulani" i un braçalet de capità de Carles Puyol al Futbol Club Barcelona.

- Medalla de plata als Jocs Olímpics (Sydney 2000)
- 1 Eurocopa (2008)
- 3r lloc a la Copa Confederacions de la FIFA (2009)
- 1 Copa del Món de Futbol (2010)

### Individual
- Millor defensa de la Lliga de Campions 2005-2006, per la UEFA.